# Флаг сельского поселения Итомля
Флаг муниципального образования сельское поселение «Итомля» Ржевского района Тверской области Российской Федерации — опознавательно-правовой знак, служащий официальным символом муниципального образования.
Флаг утверждён 8 июня 2011 года и внесён в Государственный геральдический регистр Российской Федерации с присвоением регистрационного номера 6903.

## Описание
«Прямоугольное полотнище белого цвета с отношением ширины к длине 2:3, воспроизводящее композицию герба сельского поселения „Итомля“ голубым и жёлтым цветом».
Геральдическое описание герба гласит: «В серебряном поле лазоревый крест, обременённый золотой горящей свечой в таковом же подсвечнике и сопровождённый четырьмя лазоревыми с золотыми сердцевинами цветками льна».

## Символика
Флаг разработан на основе герба, который языком символов и аллегорий отражает исторические и культурные особенности сельского поселения «Итомля».
Название центра сельского поселения — деревни Итомля и самого муниципального образования получило от реки Итомля. Название это досталось от древних народов. Сохранившееся древнее название свидетель тому, что славянские поселенцы, пришедшие сюда в конце первого тысячелетия нашей эры и древние финно-угоры и балты стали добрыми соседями. И в настоящее время река стала своеобразной связующей нитью, протекая по территории всех сельских округов, объединённых в единое муниципальное образование. На флаге река образно отражена голубым цветом.
Символика подсвечника с горящей свечой во флаге сельского поселения «Итомля» многозначна:
- горящая свеча — символ света знания, просвещения и познания — обязана мистификации, созданной пенсионером из деревни Мологино Антонином Аркадьевичем Раменским в 1960—1980-е годы. Как рассказывал Раменский, его предки — учительская династия Раменских — якобы учительствовали в Мологине на протяжении нескольких веков, а его дальний предок Андриан Раменский, «выходец из болгар, получивший образование в Греции», будто бы открыл «школярню» в Москве в 1449 году. Современные исследователи показывают, что рассказ об учительской династии Раменских, о великих свершениях её представителей и их знакомстве с Пушкиным и семьёй Ульяновых представляют собой вымысел А. А. Раменского[2]. Несмотря на это, уже в 2011 году муниципальными депутатами был утверждён флаг с описанием, где история Раменских принимается за чистую монету.

- пламя свечи это также аллегория духовности, символ духовного света. Очень давно, согласно преданиям здесь проживали святые отцы — старцы. Затем Иосиф Волоцкий перевёз их в свой Волоколамский монастырь. История деревянной церкви теряется в веках. Каменная церковь была построена в 1836 году во имя Покрова Пресвятой Богородицы, символика свечи дополнена фигурой креста.

Основой экономического развития муниципального образования на протяжении многих лет является сельское хозяйство, специализация которого льноводство, отражена на флаге цветками льна. Местные жители достигали больших успехов в своём деле, и знаменитые «маляковские звенья» по льну, помнят до сих пор.
Голубой цвет (лазурь) — символ духовности, чести, возвышенных устремлений; цвет водных просторов и бескрайнего неба
Белый цвет (серебро) — символ чистоты, совершенства, мира и взаимопонимания.
Жёлтый цвет (золото) — символ урожая, богатства, стабильности, уважения и интеллекта.